# Mika Kurihara
Mika Kurihara, coniugata Fujitaka (栗原三佳?; Osaka, 14 maggio 1989), è una cestista giapponese.

## Carriera
Con il Giappone ha disputato i Giochi olimpici di Rio de Janeiro 2016 e due edizioni dei Campionati mondiali (2014, 2018).